# Greenfield (Wisconsin)
Pour les articles homonymes, voir Greenfield.
Greenfield est une ville du comté de Milwaukee dans l'État du Wisconsin.

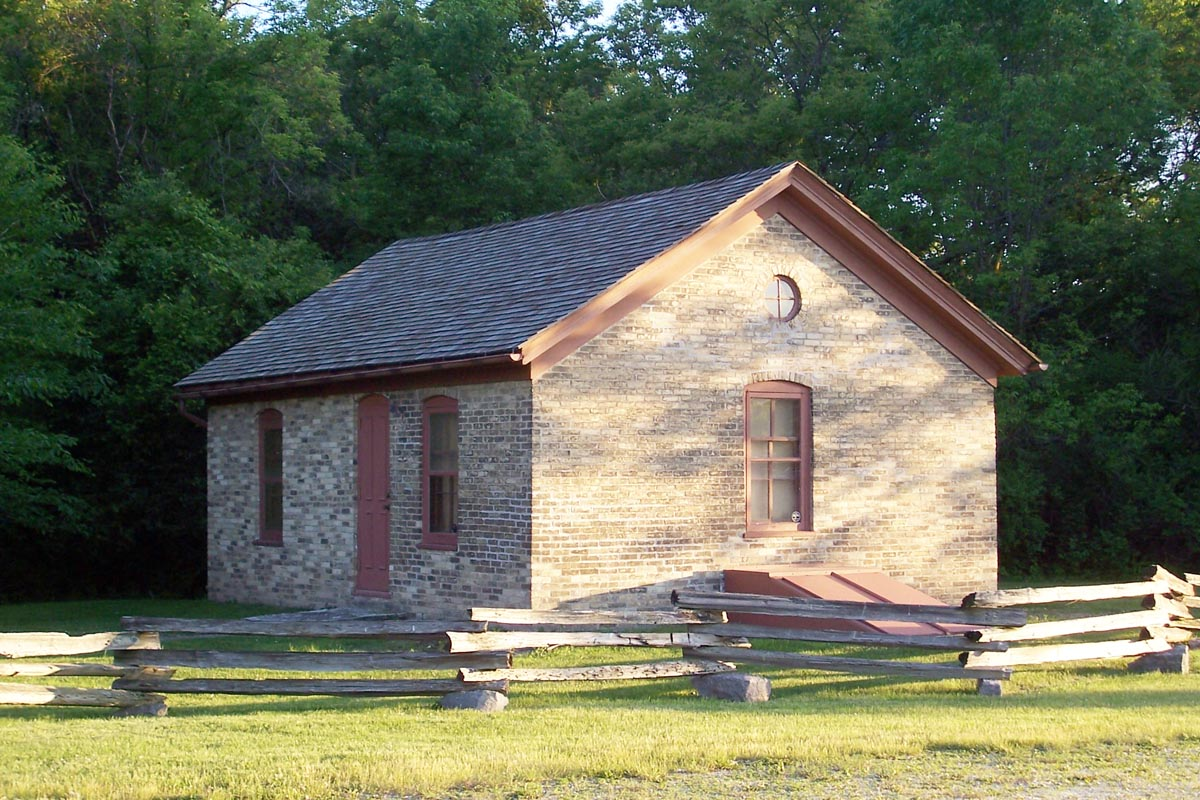
Maison de briques Montag-Boogk Cream City

Sa population était de 36 720 habitants en 2010.